# Lijst van steden in Schotland
Dit is een lijst van steden en plaatsen in Schotland met meer dan 15.000 inwoners. De National Records of Scotland maakt hierbij onderscheid tussen localities en settlements. Localities zijn steden en plaatsen op zichzelf, terwijl settlements aaneengesloten stedelijke gebieden zijn die uit meerdere plaatsen kunnen bestaan. Alle localities zijn dus ofwel een settlement op zichzelf ofwel onderdeel van een settlement. In 2020 zijn er 656 localities en 514 settlements in Schotland.

## Localities
| #  | Locality             | Inwoners | Status | Raadsgebied           |
| -- | -------------------- | -------- | ------ | --------------------- |
| 1  | Glasgow              | 632.350  | City   | Glasgow               |
| 2  | Edinburgh            | 506.520  | City   | Edinburgh             |
| 3  | Aberdeen             | 198.590  | City   | Aberdeen              |
| 4  | Dundee               | 148.210  | City   | Dundee                |
| 5  | Paisley              | 77.270   | Town   | Renfrewshire          |
| 6  | East Kilbride        | 75.310   | Town   | South Lanarkshire     |
| 7  | Livingston           | 56.840   | Town   | West Lothian          |
| 8  | Dunfermline          | 54.990   | City   | Fife                  |
| 9  | Hamilton             | 54.480   | Town   | South Lanarkshire     |
| 10 | Cumbernauld          | 50.530   | Town   | North Lanarkshire     |
| 11 | Kirkcaldy and Dysart | 50.370   | Town   | Fife                  |
| 12 | Inverness            | 47.790   | City   | Highland              |
| 13 | Perth                | 47.350   | City   | Perth and Kinross     |
| 14 | Kilmarnock           | 46.970   | Town   | East Ayrshire         |
| 15 | Ayr                  | 46.260   | Town   | South Ayrshire        |
| 16 | Coatbridge           | 43.950   | Town   | North Lanarkshire     |
| 17 | Greenock             | 41.280   | Town   | Inverclyde            |
| 18 | Glenrothes           | 38.360   | Town   | Fife                  |
| 19 | Stirling             | 37.910   | City   | Stirling              |
| 20 | Airdrie              | 36.390   | Town   | North Lanarkshire     |
| 21 | Falkirk              | 35.590   | Town   | Falkirk               |
| 22 | Irvine               | 34.130   | Town   | North Ayrshire        |
| 23 | Dumfries             | 33.470   | Town   | Dumfries and Galloway |
| 24 | Motherwell           | 32.840   | Town   | North Lanarkshire     |
| 25 | Rutherglen           | 30.950   | Town   | South Lanarkshire     |
| 26 | Cambuslang           | 30.790   | Town   | South Lanarkshire     |
| 27 | Wishaw               | 30.050   | Town   | North Lanarkshire     |
| 28 | Bearsden             | 28.470   | Town   | East Dunbartonshire   |
| 29 | Newton Mearns        | 28.210   | Town   | East Renfrewshire     |
| 30 | Clydebank            | 25.620   | Town   | West Dunbartonshire   |
| 31 | Elgin                | 25.040   | Town   | Moray                 |
| 32 | Renfrew              | 24.270   | Town   | Renfrewshire          |
| 33 | Bishopbriggs         | 23.680   | Town   | East Dunbartonshire   |
| 34 | Bathgate             | 23.600   | Town   | West Lothian          |
| 35 | Arbroath             | 23.500   | Town   | Angus                 |
| 36 | Kirkintilloch        | 21.870   | Town   | East Dunbartonshire   |
| 37 | Musselburgh          | 21.100   | Town   | East Lothian          |
| 38 | Dumbarton            | 20.480   | Town   | West Dunbartonshire   |
| 39 | Bellshill            | 19.700   | Town   | North Lanarkshire     |
| 40 | Peterhead            | 19.060   | Town   | Aberdeenshire         |
| 41 | St Andrews           | 18.410   | Town   | Fife                  |
| 42 | Bonnyrigg            | 18.320   | Town   | Midlothian            |
| 43 | Barrhead             | 17.890   | Town   | East Renfrewshire     |
| 44 | Blantyre             | 16.800   | Town   | South Lanarkshire     |
| 45 | Penicuik             | 16.150   | Town   | Midlothian            |
| 46 | Grangemouth          | 16.120   | Town   | Falkirk               |
| 47 | Kilwinning           | 16.100   | Town   | North Ayrshire        |
| 48 | Broxburn             | 15.970   | Town   | West Lothian          |
| 49 | Johnstone            | 15.930   | Town   | Renfrewshire          |
| 50 | Viewpark             | 15.830   | Town   | North Lanarkshire     |
| 51 | Larkhall             | 15.030   | Town   | South Lanarkshire     |
| 52 | Erskine              | 15.010   | Town   | Renfrewshire          |

## Settlements
| #  | Locality                               | Inwoners  | Localities | Raadsgebied |
| -- | -------------------------------------- | --------- | --- | --- |
| 1  | Greater Glasgow                        | 1.028.220 | Barrhead, Bearsden, Bishopbriggs, Bowling, Brookfield, Busby, Cambuslang, Clarkston, Clydebank, Duntocher & Hardgate, Elderslie, Faifley, Giffnock, Glasgow, Johnstone, Kilbarchan, Linwood, Milngavie, Netherlee, Newton Mearns, Old Kilpatrick, Paisley, Renfrew, Rutherglen, Stamperland, Stepps, Thornliebank | Glasgow, East Dunbartonshire, East Renfrewshire, North Lanarkshire, Renfrewshire, South Lanarkshire, West Dunbartonshire |
| 2  | Edinburgh                              | 530.990   | Edinburgh, Musselburgh, Wallyford | Edinburgh, East Lothian                                                                                                  |
| 3  | Aberdeen                               | 220.690   | Aberdeen, Cove Bay, Dyce, Milltimber, Peterculter | Aberdeen |
| 4  | Dundee                                 | 158.820   | Dundee, Monifieth, Invergowrie | Dundee, Angus, Perth and Kinross                                                                                         |
| 5  | Motherwell & Wishaw                    | 125.610   | Bellshill, Carfin, Holytown, Motherwell, New Stevenston, Newarthill, Newmains, Viewpark, Wishaw | North Lanarkshire |
| 6  | Falkirk                                | 103.380   | Brightons, Carron, Carronshore, Falkirk, Grangemouth, Larbert, Laurieston, Maddiston, Polmont, Redding, Reddingmuirhead, Rumford, Stenhousemuir, Wallacestone, Westquarter | Falkirk |
| 7  | Coatbridge & Airdrie (Monklands)       | 90.690    | Airdrie, Bargeddie, Chapelhall, Coatbridge | North Lanarkshire |
| 8  | Hamilton                               | 84.450    | Blantyre, Bothwell, Hamilton, Uddingston | South Lanarkshire |
| 9  | Dunfermline                            | 76.210    | Crossgates, Dunfermline, Inverkeithing, Rosyth | Fife |
| 10 | East Kilbride                          | 75.310    | East Kilbride | South Lanarkshire |
| 11 | Livingston                             | 65.770    | Livingston, Mid Calder, Polbeth, West Calder | West Lothian |
| 12 | Greenock                               | 65.690    | Gourock, Greenock, Port Glasgow | Inverclyde |
| 13 | Inverness                              | 63.730    | Balloch, Culloden, Milton of Leys, Inverness, Smithton, Westhill | Highland |
| 14 | Ayr                                    | 62.270    | Ayr, Monkton, Prestwick | South Ayrshire |
| 15 | Bonnyrigg, Dalkeith & Gorebridge       | 54.940    | Bonnyrigg, Dalkeith, Gorebridge, Mayfield, Newbattle | Midlothian |
| 16 | Cumbernauld                            | 52.420    | Croy, Cumbernauld | North Lanarkshire |
| 17 | Kilmarnock                             | 51.370    | Crookedholm, Hurlford, Kilmarnock | East Ayrshire |
| 18 | Kirkcaldy                              | 50.370    | Kirkcaldy, Dysart | Fife |
| 19 | Stirling                               | 49.950    | Bannockburn, Bridge of Allan, Stirling | Stirling |
| 20 | Perth                                  | 47.350    | Perth | Perth and Kinross |
| 21 | Glenrothes                             | 44.760    | Coaltown of Balgonie, Glenrothes, Leslie, Markinch, Thornton | Fife |
| 22 | Irvine                                 | 37.580    | Dreghorn, Irvine | North Ayrshire |
| 23 | Dumfries                               | 34.040    | Dumfries | Dumfries and Galloway |
| 24 | Saltcoats (Three Towns)                | 31.800    | Ardrossan, Saltcoats, Stevenston | North Ayrshire |
| 25 | Methil, Leven & Buckhaven (Levenmouth) | 30.730    | Buckhaven, Kennoway, Leven, Methil, Windygates | Fife |
| 26 | Kirkintilloch                          | 29.960    | Kirkintilloch, Lenzie | East Dunbartonshire |
| 27 | Bathgate                               | 29.330    | Bathgate, Blackburn | West Lothian |
| 28 | Bonnybridge                            | 25.710    | Banknock, Bonnybridge, Denny, Dennyloanhead, Dunipace, Greenhill, Haggs, Head of Muir, High Bonnybridge, Longcroft | Falkirk |
| 29 | Elgin                                  | 25.040    | Elgin | Moray |
| 30 | Vale of Leven                          | 24.130    | Alexandria, Balloch & Haldane, Bonhill, Renton | West Dunbartonshire |
| 31 | Arbroath                               | 23.500    | Arbroath | Angus |
| 32 | Dumbarton                              | 21.030    | Dumbarton, Milton | West Dunbartonshire |
| 33 | Alloa                                  | 20.750    | Alloa, Sauchie | Clackmannanshire |
| 34 | Cowdenbeath                            | 19.330    | Cowdenbeath, Lochgelly, Lumphinnans | Fife |
| 35 | Peterhead                              | 19.060    | Peterhead | Aberdeenshire |
| 36 | St Andrews                             | 18.410    | St Andrews | Fife |
| 37 | Erskine                                | 16.830    | Erskine, Inchinnan | Renfrewshire |
| 38 | Larkhall                               | 16.400    | Ashgill, Larkhall | South Lanarkshire |
| 39 | Penicuik                               | 16.150    | Penicuik | Midlothian |
| 40 | Kilwinning                             | 16.100    | Kilwinning | North Ayrshire |
| 41 | Broxburn                               | 15.970    | Broxburn | West Lothian |
| 42 | Galashiels                             | 15.490    | Galashiels, Langlee, Tweedbank | Scottish Borders |
| 43 | Helensburgh                            | 15.160    | Helensburgh, Rhu | Argyll and Bute |